# VFTS 682
VFTS 682 ist einer der massereichsten Sterne, die derzeit bekannt sind. Seine Masse liegt gegenwärtig bei ca. 150 M☉, wobei seine ursprüngliche Masse wohl bei 120–210 M☉ lag. Es handelt sich bei VFTS 682 um einen Wolf-Rayet-Stern der Spektralklasse WN5h.
VFTS 682 befindet sich schätzungsweise 30 pc nordöstlich vom Supersternhaufen R136, der im Tarantelnebel (NGC 2070) in der Großen Magellanschen Wolke liegt.
Seine isolierte Lage und seine große Masse werfen die Frage auf, wo sich der Stern gebildet hat: an seinem gegenwärtigen Ort oder im Sternhaufen R136.
Für die Entstehung vor Ort sprechen:
- die isolierte Lage
- die geringe Bewegung
- das Fehlen eines Bow Shocks

Andererseits geht man üblicherweise davon aus, dass solch massereiche Sterne eigentlich nur in Sternhaufen entstehen können. Dort können sie z. B. durch Verschmelzen der Sterne eines Doppelsternsystems entstehen, wie Simulationen zeigen.

## Name
Der erste Namensteil VFTS ist vom Namen des Projekts „VLT-FLAMES Tarantula Survey“ der ESO abgeleitet, bei dem Sterne im Tarantelnebel in der Großen Magellanschen Wolke untersucht wurden. Der zweite Namensteil 682 ist die fortlaufende Nummer des Sterns im Rahmen dieser Untersuchung.